# Kienwerder (Mittenwalde)
Kienwerder ist ein Gemeindeteil von Mittenwalde im Landkreis Uckermark (Brandenburg).

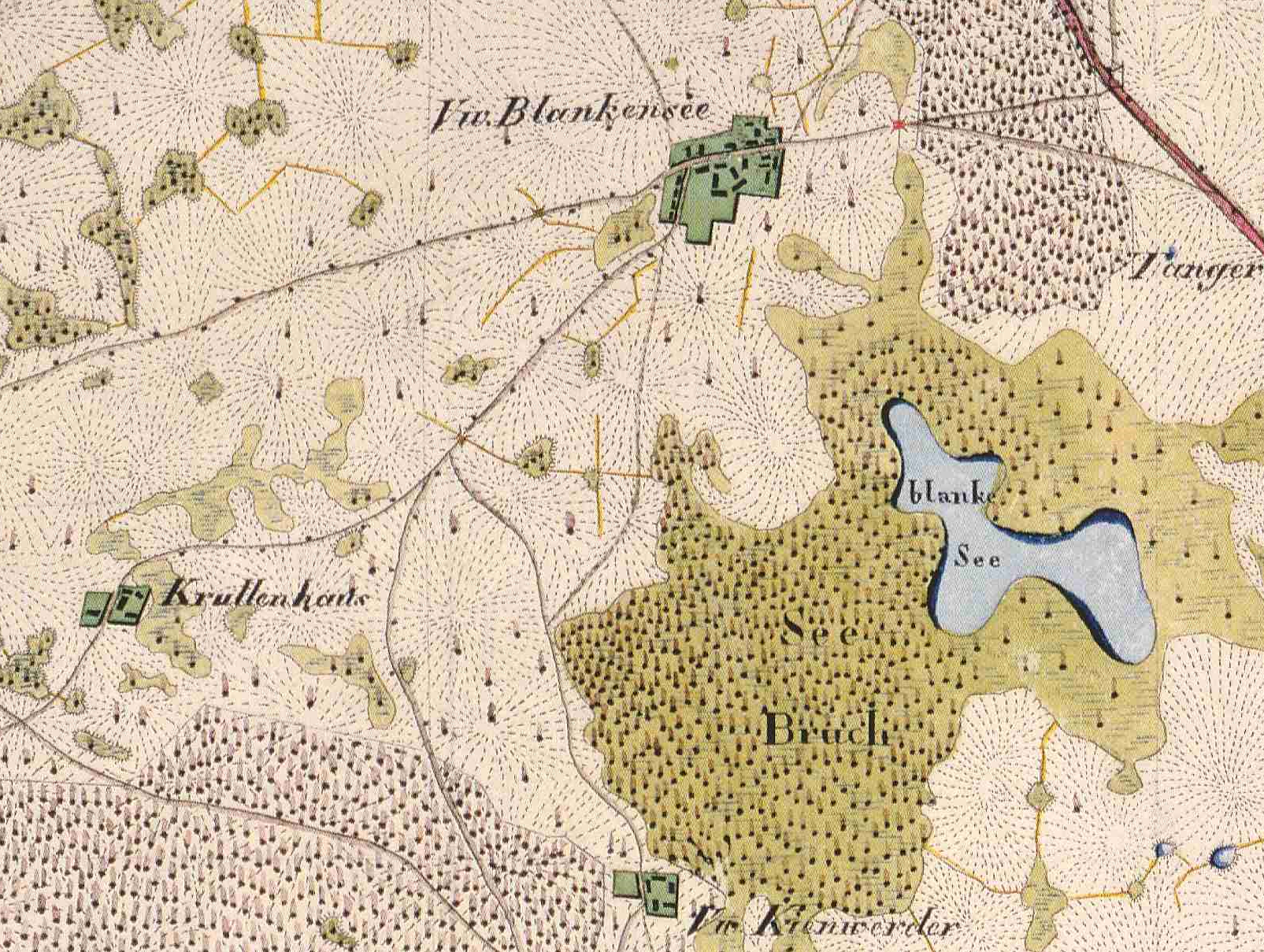
Blankensee, Kienwerder und Krullenhaus (abgeg.), Gemeindeteile von Mittenwalde, Lkr. Uckermark, Brandenburg, Ausschnitt aus dem Urmesstischblatt 2848 Gerswalde von 1826

## Lage
Kienwerder liegt 2,7 km südöstlich von Mittenwalde an der Straße von Mittenwalde nach Herrenstein und Gerswalde, und ca. 2 km südlich von Blankensee. Er liegt auf etwa 78 m ü. NHN.

## Geschichte
Um oder vor 1745 errichteten die von Arnim zu Gerswalde eine Meierei oder Kuhpächterei bei Blankensee bzw. am damals noch existierenden Blankensee. Die Siedlung wurde zunächst Klein Werder genannt. Denkbar wäre auch, dass mit der Kuhpächterei auch das benachbarte Vorwerk Herrenstein gemeint ist. Auf der Schmettau-Karte von 1767/87 ist Herrenstein nämlich als Pachterey eingezeichnet, Kienwerder dagegen als Vw. Kühnwerder.
Bei der Gerswalder Lehensaufteilung im Jahr 1752 wurde Groß Blankensee (= Blankensee) und Klein Blankensee (= Kienwerder) von Gerswalde abgetrennt. Die Grenze verlief nahe dem Südufer des heute verlandeten Blankensee. 1764 erscheint dann erstmals die Schreibweise Kienwerder. Damals war ein herrschaftliches Wohnhaus mit einem Garten neu erbaut worden. Im Schmettauschen Kartenwerk von 1767/87 ist Kienwerder als Vw. Kühnwerder. verzeichnet. 1775 wohnten auf Kienwerder bereits sechs Büdner oder Einlieger, vier davon in Familienhäusern, insgesamt gab es fünf Feuerstellen. 1790 wohnten der Verwalter und sechs Büdner in Kienwerder; insgesamt hatte die Siedlung nun nur noch drei Feuerstellen.
Friedrich Wilhelm Bratring beschreibt Kienwerder 1801 als Vorwerk, nebst 2 Einliegern und Försterwohnung, bei und zu Blankensee. Es gab drei Feuerstellen (Wohnungen) in Kienwerder, und 28 Bewohner. Als Besitzer von Kienwerder gibt Bratring den Rittmeister Carl Christof Joachim von Arnim zu Kyritz an.
Das Vorwerk Kienwerder hatte 1817 25 Einwohner. Besitzer war Major a. D. Carl Christof Joachim von Arnim zu Blankensee. Er war zweimal verheiratet, in erster Ehe mit Albertine von Corwin-Wiersbitzki, und in zweiter Ehe mit deren Schwester Wilhelmine, Töchter des Generalmajors Georg Ludwig von Corwin-Wiersbitzly und der Julia Sophie von Grävenitz adH Schilde. Aus beiden Ehen gingen keine Kinder hervor. Er starb am 20. März 1821 ohne Leibeserben und seine Güter fielen an seine Vettern.
1821 war auch Erdmann Christof Albrecht von Arnim, Besitzer des Gutes Petznick ohne Leibeserben gestorben, im selben Jahr auch Carl Christoph Joachim von Arnim (1764–1821) auf Blankensee, auch er ohne Leibeserben. Die Güter fielen nun den Vettern zu. Diese Erbschaften wurden zusammen mit einem Sternhagener Nachlass verteilt. Insgesamt waren noch sechs Erbberechtigte am Leben,
- Carl Ludolf Bernhard von Arnim auf Gerswalde, Sohn des Christof Otto, der Gerswalde erhalten hatte. Er erbte Kienwerder, das er gegen Zollchow vertauschte.
- Carl Heinrich Joachim (1763–1827), Friedrich Wilhelm Erdmann (1766–1852) und Ferdinand August Valentin (1768–1847), die Söhne des Magnus Wilhelm (1733–1810) auf Böckenberg. Carl Heinrich Joachim erbte Zollchow, und vertauschte es gegen Kienwerder, Friedrich Wilhelm Erdmann erbte Kreuzkrug und Ferdinand August Valentin erbte Petznick.
- Carl Otto Ludwig (Pitt) und Carl Joachim Friedrich Ludwig (Achim), die Söhne des Joachim Erdmann (1741–1804), erhielten Blankensee und Krullenhaus.

Carl Heinrich Joachim, der ursprünglich Zollchow geerbt hatte, aber es umgehend gegen Kienwerder (das ursprünglich Carl Ludolf Bernhard von Arnim auf Gerswalde geerbt hatte) vertauscht hatte, war königlich-preußischer Oberstleutnant a. D. und wohnte zuerst in Kienwerder. Er hatte um 1800 Johanna Carolina Skade aus Breslau geheiratet, mit der er drei Töchter und einen Sohn hatte. Eine Tochter starb als Kleinkind. Er kaufte um 1823 Kreitzig in Pommern (heute Krzecko in der polnischen Woiwodschaft Westpommern) und siedelte dorthin über. Er starb schon am 4. Juni 1827 in Berlin. Es folgte dann sein einziger Sohn als Rittergutsbesitzer in Kienwerder Carl Otto Friedrich-Wilhelm (Otto) von Arnim, der sich am 18. Juni 1832 bei der wüsten Kirche Berkenlaten im Alter von nur 23 Jahren erschoss. Nach seinem Tod, er war nicht verheiratet, fiel Kienwerder zunächst an seinen Onkel Ferdinand August Valentin auf Petznick.
Ferdinand August Valentin war zunächst in der preußischen Armee. Er heiratete am 25. Juni 1795 in Magdeburg Ernestine Caroline Eleonore Wanney, Tochter des königlichen Geheimrats und Bankdirektors Johann Peter Wanney und der Johanna Luise geb. von Sellentin. Sie lebten zunächst in Brandenburg an der Havel, wo er in Garnison war. Aus der Ehe gingen zwei Söhne, Ferdinand Wilhelm Peter Joachim Carl und Friedrich Eduard Otto und eine Tochter hervor. In der Schlacht bei Auerstedt wurde Ferdinand August Valentin schwer verwundet. Die geschlagenen Reste des Regiments von Ferdinand August Valentin kehrten nach der Schlacht nach Brandenburg an der Havel zurück. Als Ernestine Caroline Eleonore nicht unter den Überlebenden sah, erlitt sie einen Herzschlag und starb. Nach seiner Genesung musste Ferdinand August Valentin den Abschied aus der Armee nehmen Durch die Durchmärsche, Requirierungen und auch Plünderungen waren die Familiengüter stark geschädigt worden. Beim Tod des Vaters 1810 konnte er sie nicht übernehmen, sondern musste sie in die Verwaltung der Ritterschaft geben. Der ältere Sohn und die Tochter wuchsen bei seiner Schwester, einer verheirateten von Nostiz in Schlesien auf. Er selber zog mit seinem jüngeren Sohn nach Wilhelmshof, das sein Vater 1803 aufgebaut hatte. Der ältere Sohn Ferdinand Wilhelm Peter Joachim Carl war zweimal verheiratet, beide Ehen blieben kinderlos. Der jüngere Sohn Friedrich Eduard Otto, der beim Vater geblieben war, ging in Gerswalde in die dortige Dorfschule. Auch dies zeigt die prekäre finanzielle Situation des Vaters Ferdinand August Valentin, immerhin ein größerer Gutsbesitzer. Der Sohn erhielt aber noch zusätzlichen Untersicht durch den dortigen Pastor. Später half er dem Vater bei der Bewirtschaftung der Güter. Eine Zeit lang hatte er auch das Gut Kreuzkrug von seinem Onkel, dem Major Friedrich Wilhelm Erdmann von Arnim gepachtet. 1840 bestand das Gut Kienwerder aus zwei Wohngebäuden und hatte 24 Einwohner, als Besitzer ist ein Hauptmann von Arnim auf Petznick angegeben. 1847 ist Ferdinand August Valentin gestorben.
1837 ist bereits der Referendarius Otto von Arnim (Friedrich Eduard Otto (1803–1884)) als Besitzer des Vorwerkes Kienwerder belegt. Da sein Vater zu dieser Zeit noch lebte, dürfte er nur Pächter oder der Verwalter des Gutes gewesen sein.  Friedrich Eduard Otto war mit Adolfine Gertrud Ida Sophie von Ramin, der Tochter des Majors Wilhelm Ludwig Hans Friedrich Alexander von Ramin auf Schmagerow bei Sonnenburg in Ostpreußen und seiner Frau Henriette von Saldern adH Wilsnack verheiratet. Mit ihr hatte er fünf Söhne und eine Tochter; ein Sohn starb als Kleinkind. Böckenberg konnte er aus der Zwangsverwaltung der Ritterschaft zurück erwerben. Nach Berghaus hatte Kienwerder 1850 eine Gesamtgröße von 890,42 Morgen, davon 1,45 Morgen Hofstelle, 2.117 Morgen Gärten, 600 Morgen Ackerland, 95,35 Morgen Wiesen und 191,25 Morgen Wald. Als Besitzer sind Friedrich Wilhelm Erdmann und Otto von Arnim angegeben.
Nach der Ablösung des Lehensverhältnisses stiftete Friedrich Eduard Otto (1803–1884) einen Familienfideikommiss bestehend aus den Gütern Petznick und Böckenberg sowie den vier Vorwerken Kienwerder, Kreuzkrug, Henkinshain und Wilhelmshof.
1860 gehörte das Vorwerk Kienwerder zum Gutsbezirk Petznick, zu dem auch die Ziegelei Henkinshain zählte. Kiemwerder bestand damals aus fünf Wohnhäusern und acht Wirtschaftsgebäuden und 54 Einwohnern. Die Größe des Vorwerks ist nicht gesondert angegeben, sondern nur der Gutsbezirk insgesamt. Der Tierbestand auf Kienwerder war: 14 Pferde, 16 Stück Rindvieh und 441 Schafe.
Nach Adolf Frantz (1863) war das Familienlehen Kienwerder im Besitz des Otto von Arnim. 1871 hatte das Vorwerk Kienwerder vier Wohnhäuser und 49 Einwohner.
Das General-Adressbuch der Ritterguts- und Gutsbesitzer im Deutschen Reiche. von 1879 listet Vorwerk Kienwerder wieder unter Petznick (Dominium) auf. Die Größenangaben sind: 216,13 Hektar insgesamt, 162,47 Hektar Ackerland, 44,04 Hektar Wiesen, 3,64 Hektar Hutung (= Weiden) und 5,98 Hektar Wald, Besitzer war immer noch Otto von Arnim. Das Gut war allerdings verpachtet an einen Oberamtmann Carl Rabe. Der Grundsteuerreinertrag betrug 3106 Mark. 1885 ist Kienwerder wieder unter Petznick aufgeführt; es ist hier als Kiehnwerder geschrieben. Als Gesamtgröße ist nun 221 Hektar angegeben, davon 166 Hektar Ackerland, 45 Hektar Wiesen, 4 Hektar Hutung (Weiden) und 6 Hektar Wald. Der Grundsteuerreinertrag betrug 3107 Mark; Besitzer war Otto von Arnim, Pächter Carl Rabe. Das Handbuch des Grundbesitzes im Deutschen Reiche von 1896 wiederholt die Angaben von 1885.
1903 hatte der Besitzer gewechselt; nun ist Kurt Erdmann Valentin Detloff von Arnim-Petznick (1861–1929), Rittmeister in Potsdam, Besitzer von Kienwerder. Der Pächter war weiterhin Carl Rabe. 1907 ist Kurt von Arnim-Petznick, Rittmeister a. D. als Besitzer notiert. Pächter bleibt Carl Rabe. Die Daten für das Gut Kienwerder sind: 223 Hektar gesamt, davon 172 Hektar Ackerland, 45 Hektar Wiesen, 3,7 Hektar Weide, 2 Hektar Unland, Hofgelände und Wege (Zahlen: sic!), 24 Pferde, 66 Stück Rindvieh, davon 19 Kühe, 363 Schafe und 41 Schweine.
1914 hatte der Pächter gewechselt, nun ein Klempnow. Der Tierbestand ist mit 28 Pferden, 60 Stück Rindvieh, davon 6 Kühen, 350 Schafen und 20 Schweinen angegeben. Auch 1923 blieb Klempnow Pächter des Gutes Kienwerder. 1929 hatte erneut der Pächter gewechselt; er hieß nun Herbert Linke. Die Besitzverhältnisse hatten sich nicht geändert; als Besitzer ist weiterhin Kurt von Arnim-Petznick genannt. Lediglich der Grundsteuerreinertrag hatte sich mit 3100 Mark leicht erniedrigt.  Kurt von Arnim-Petznick starb noch 1929. Fideikommissherr wurde nun Hans Gerd von Arnim. Er verkaufte Kienwerder 1930.
| Jahr      | 1774 | 1790 | 1801 | 1817 | 1840 | 1858 | 1871 | 1895 | 1925 |
| Einwohner | 26   | 34   | 28   | 25   | 24   | 54   | 49   | 43   | 55   |

In der Bodenreform von 1946 wurde das Gut enteignet und aufgeteilt. 1960 existierte eine LPG vom Typ I mit neun Mitgliedern und 54 Hektar landwirtschaftlicher Nutzfläche. Sie wurde 1967 an die LPG Mittenwalde.Blankensee angeschlossen.

## Kommunale Zugehörigkeit
Kienwerder gehörte ursprünglich zum Gut Blankensee. Ab etwa 1840 gehörte es zum Gutsbezirk bzw. Rittergut Petznick; so auch 1871.
1874 wurde Kienwerder dem Amtsbezirk 4 Gerswalde zugewiesen. Amtsvorsteher war Rittergutsbesitzer von Arnim auf Gerswalde. Stellvertreter war Amtmann Kolbe auf Krohnhorst. Petznick bildete dagegen mit anderen Gemeinden und Gütern den Amtsbezirk 10 Petznick.
1928 wurden der Gutsbezirk Mittenwalde mit Pappelwerder, der Gutsbezirk Blankensee, das Gut Kienwerder vom Gutsbezirk Petznick, das Gut Seeburg des Gutsbezirks Ruhhof, und Parzellen der Gemarkung Seeburg des Gutsbezirks Kröchlendorff zur Gemeinde Mittenwalde vereinigt. Kienwerder war 1931 und 1957 Wohnplatz von Mittenwalde. 1964 und 1971 wird es als Ortsteil bezeichnet.
1992 schloss sich Mittenwalde mit neun anderen Gemeinden zum Amt Gerswalde zusammen. Seither wird Kienwerder als Gemeindeteil von Mittenwalde behandelt.

## Kirchliche Zugehörigkeit
Kienwerder war nach Blankensee eingekircht. Blankensee war wiederum eine Tochterkirche von Herzfelde.